# Jolien Corteyn
Jolien Corteyn (19 oktober 2001) is een Belgisch sabelschermster.

## Levensloop
Corteyn begon op haar 4 jaar met schermen. Ze komt uit een schermersfamilie: zo schermen ook haar zus Saartje, vader (Paul Corteyn, die tevens ook haar coach is), moeder en ook haar grootvader. Ze is afkomstig uit Sint-Niklaas, alwaar ze aangesloten was bij Schermgilde De Klauwaerts en volgde les aan de Topsportschool Gent. In 2023 verhuisde ze naar Texas om er in betere omstandigheden te kunnen trainen. Daarnaast studeert ze journalistiek aan de Arteveldehogeschool te Gent.
In het seizoen 2017-18 ging ze schermen bij de seniors. Bij het Belgisch kampioenschap werd ze per ploeg kampioen samen met haar moeder en zus. Corteyn nam deel voor België aan de Olympische Jeugdzomerspelen van 2018 in Buenos Aires. Ze behaalde zilver op het wereldbekertornooi U17 in Wenen.
In juni 2023 nam ze deel aan de Europese Spelen te Krakau, alwaar ze de 1/16e finale bereikte. Ze werd uitgeschakeld door de Italiaanse Eliosa Passaro. In het najaar van 2023 kreeg Corteyn een sportcontract bij Topsport Defensie in België. Op 2 juni 2024 won de sabelschermster in het Turkse Antalya de Europese titel bij de U23. Ze klopte in de finale de Italiaanse Benedetta Fusetti met 15-13.
Corteyn was te zien in Competitiebeesten op Ketnet, waarin zes jonge sporters gevolgd werden in hun dagelijkse leven en hoe ze naar wedstrijden leven.

## Ranking

### Senioren
| Jaar    | Rang | Evolutie |
| ------- | ---- | -------- |
| 2018-19 | 303  |          |
| 2017-18 | 398  | -        |

### Junioren
| Jaar    | Rang | Evolutie |
| ------- | ---- | -------- |
| 2018-17 | 53   | +20      |
| 2017-18 | 73   | +24      |
| 2016-17 | 97   | +237     |
| 2015-16 | 334  | -        |

## Palmares

### Junioren
| Jaar | Evenement                   | Rang |
| ---- | --------------------------- | ---- |
| 2018 | Wereldkampioenschap Verona  | 89   |
| 2017 | Wereldkampioenschap Plovdiv | 27   |

### Kadet
| Jaar | Evenement            | Rang   |
| ---- | -------------------- | ------ |
| 2018 | Wereldbeker kadetten | Zilver |